# Черкаський залізничний вокзал
Черка́ський залізничний вокзал — залізничний вокзал на станції Черкаси у межах міста Черкаси.

## Історія
У 1954 році місто Черкаси стало центром новоствореної області у складі УРСР.
У 1956 року архітектор «Київдіпротрансу» Леонід Чуприна підготував перший проєкт нового вокзального комплексу, який передбачав об'єднання автобусної станції та залізничного вокзалу. Така новатика була вперше у Радянському Союзі застосована саме в Черкасах. В історико-культурному нарисі «Черкаси» письменник Сергій Кілессо у 1966 році так описував нову будівлю:
|  | Значні роботи проведено по реконструкції залізничного вокзалу і привокзальної площі. Слід зазначити, що в Черкасах вперше у нашій країні реконструкція здійснювалась у напрямку створення об'єднаних залізничного вокзалу і автобусної станції. Це забезпечило великі зручності для транзитних пасажирів і дозволило створити компактний і виразний архітектурний комплекс. Всі споруди запроектовано в сучасних архітектурних формах — прості об'єми будівель, великі площини скла, криті тераси на перонах, цікаве оздоблення інтер'єрів з використанням синтетичних матеріалів, дерева, кераміки. У залі ресторану виконана композиція «Відпочинок», досконало оформлені головний та касовий зали. |

Роботи мали закінчити до 40-ї річниці Жовтневої революції, однак більшу увагу у розбудові міста приділялась промисловому розвитку, тому зведення вокзалу розпочалось лише у 1961 році. У травні 1961 року місцева газета «Черкаська правда» так анонсувала нову будівлю:
|  | Світлий, нарядний вигляд матиме будівля. Цьому сприятиме використання таких будівельних матеріалів як алюміній і скло. Цокольна частина облицьовуватиметься полірованим гранітом. Біля центрального входу передбачено встановити скульптурну групу. Реконструкція вокзалу доручена дільниці тресту «Одесатрансбуд», який з ентузіазмом взявся за виконання дорученого завдання... |

З усього задуманого не виконаним залишилось лише зведення скульптурної групи. Окрасою фасаду стала алюмінієва чайка над хвилями, один із символів тодішніх Черкас.
За роки незалежності України вокзал у декілька етапів ремонтували, але капітальна реконструкція пройшла лише у 2012 році. Суттєвою різницею стала відсутність алюмінієвої чайки на фасаді будівлі.

## Інфраструктура
З боку перону зведено бетонний навіс довжиною 150 м та шириною 8 м. Вокзал обладнаний підвальним приміщенням з холодильними камерами, камерами зберігання багажу, кімнатами матері і дитини, медичним пунктом, перукарнею та поштовим відділенням. Головна будівля має касовий зал, зал очікування, готель, кафе, інформаційне бюро, пункт обміну валют, газетний та аптечний пункти.
Вокзал фасадом виходить на Вокзальну площу, де знаходиться зупинка громадського транспорту.
Вокзал пов'язаний з містом автобусними та тролейбусними маршрутами.
Вокзал обслуговує залізничну станцію, яка пов'язана залізницею із сусідніми залізничними вузлами (Гребінка, ім. Тараса Шевченка), а також з великими українськими містами (Київ, Львів, Миколаїв, Одеса, Херсон). Через станцію прямує лише єдиний пасажирський потяг № 62/61 міжнародного сполучення Миколаїв, Херсон — Москва, а нещодавно було сполучення із Санкт-Петербургом та Мінськом (на даний час потяги в даних напрямках скасовані).

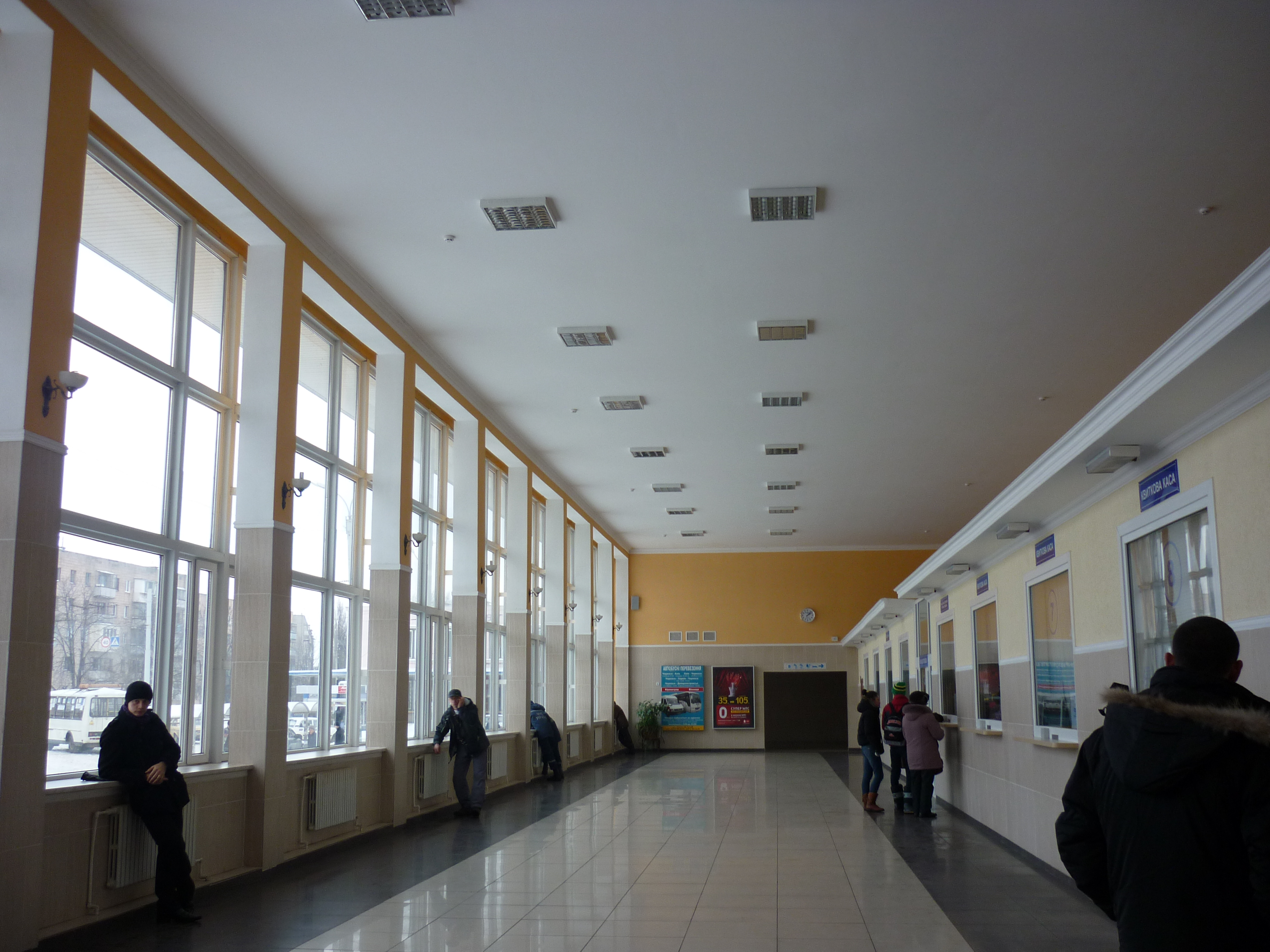
Касовий зал
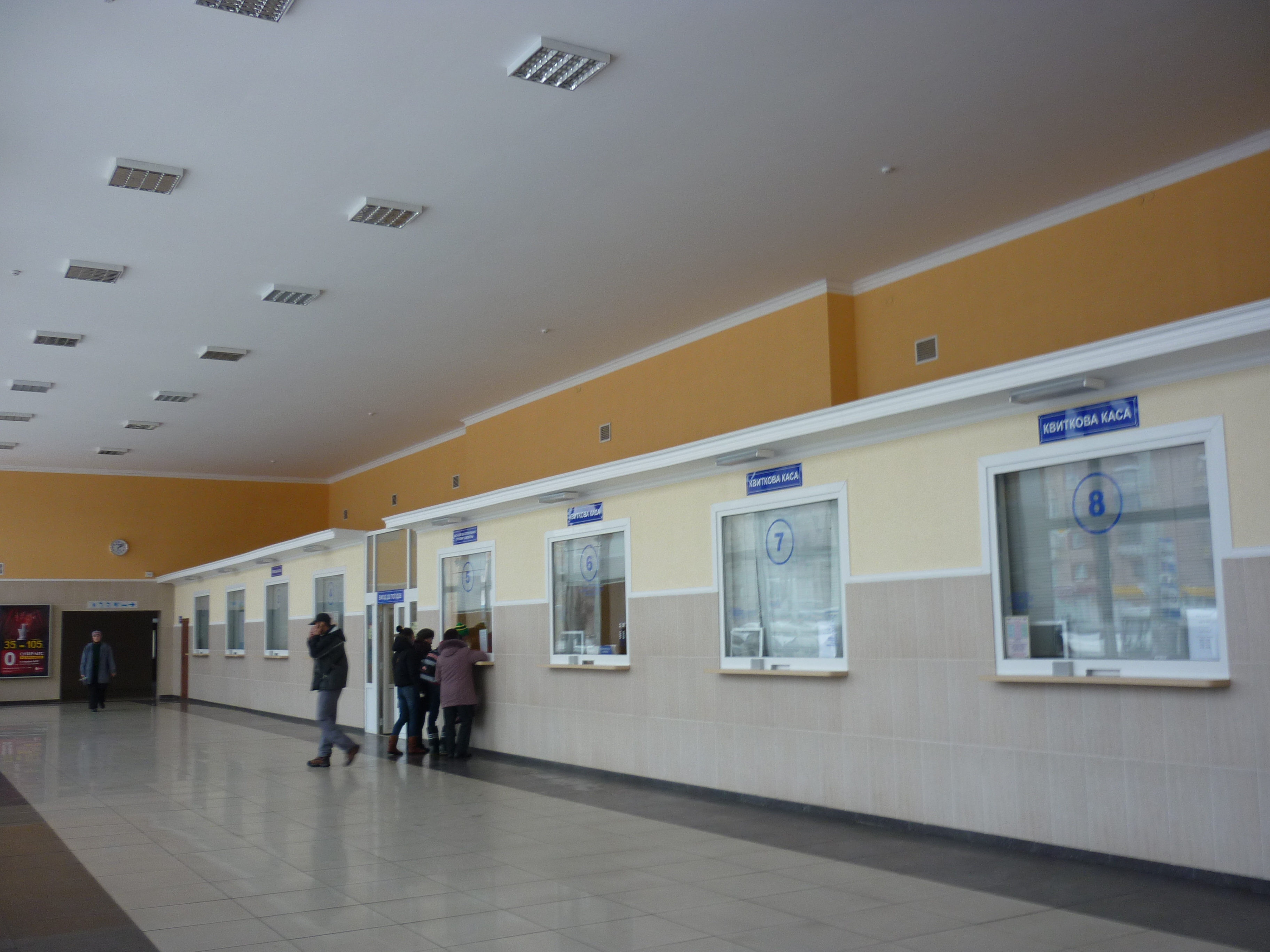
Каси
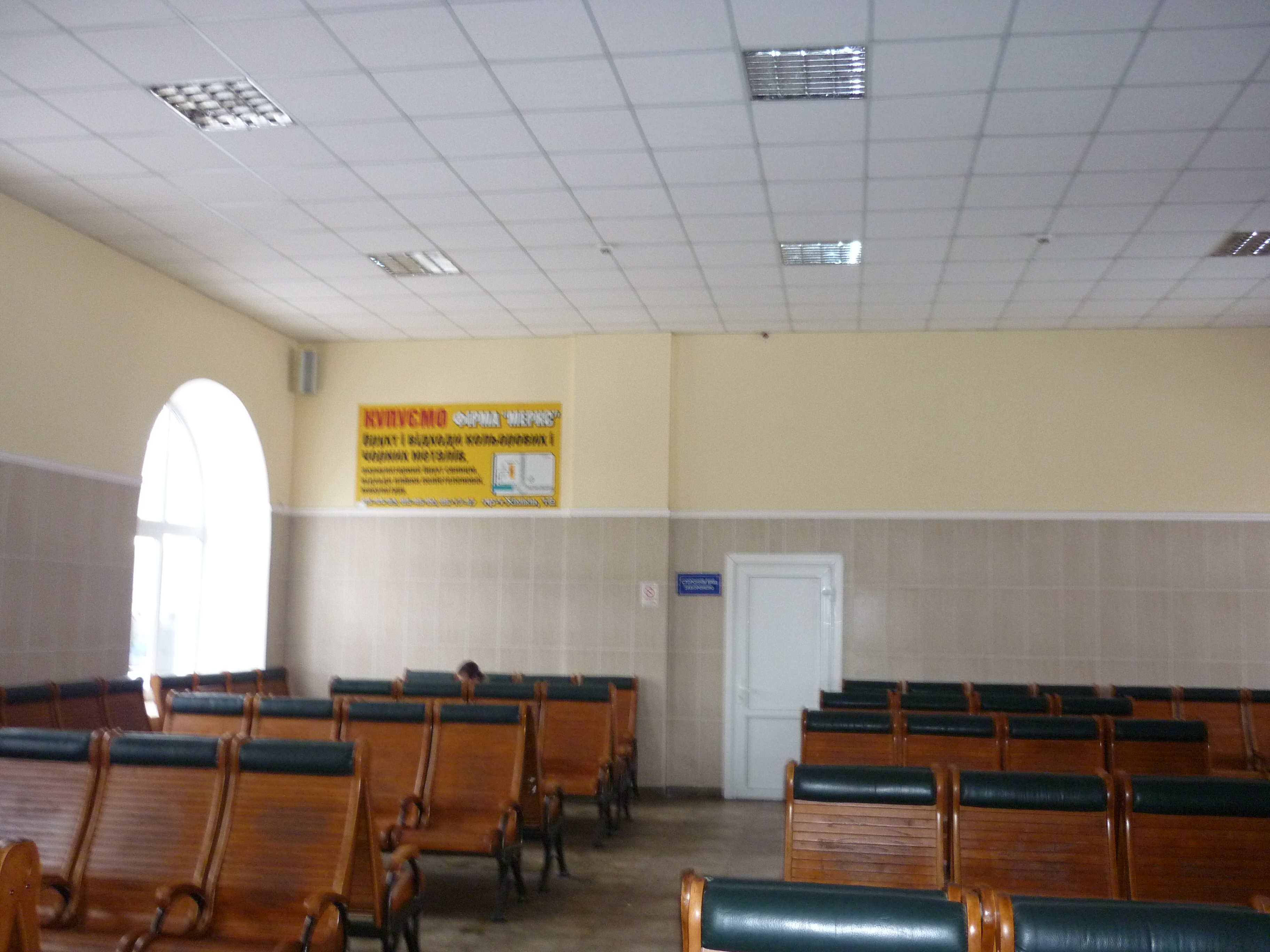
Зал очікування

## Розклад руху потягів
- Пасажирські потяги далекого сполучення [Архівовано 26 грудня 2015 у Wayback Machine.]
- Приміське сполучення